# HD 21278
HD 21278 är en dubbelstjärna belägen i den mellersta delen av stjärnbilden Perseus. Den har en kombinerad skenbar magnitud av ca 4,99 och är svagt synlig för blotta ögat där ljusföroreningar ej förekommer. Baserat på parallax enligt Gaia Data Release 2 på ca 5,6 mas, beräknas den befinna sig på ett avstånd på ca 580 ljusår (ca 178 parsek) från solen. Den är belägen inom Alfa Persei-hopen och rör sig bort från solen med en heliocentrisk radialhastighet på ca 1 km/s.

## Egenskaper
Primärstjärnan HD 21278 A är en blå till vit stjärna i huvudserien av spektralklass B5 V. Den har en massa som är ca 4,6 solmassor, en radie som är ca 4 solradier och har ca 940 gånger solens utstrålning av energi från dess fotosfär vid en effektiv temperatur av ca 15 300 K.
Karaktären av dubbelstjärna hos HD 21278 tillkännagavs 1925 av Otto Struve. Den är en dubbelsidig spektroskopisk dubbelstjärna med en omloppsperiod av 21,7 dygn och en excentricitet av 0,12.